# 越南共和國第22步兵師
第22師是隸屬於越南共和國陸軍（南越陸軍）第2軍的一支師級步兵戰鬥單位，任務轄區是西原（中央高地）各省。
該師的總部位於巴嘉，接近中南部沿海。